# Copernicia textilis
Copernicia textilis är en enhjärtbladig växtart som beskrevs av Leon. Copernicia textilis ingår i släktet Copernicia och familjen Arecaceae. Inga underarter finns listade i Catalogue of Life.